# Harkov
Harkov (ukrajinsko Харків, latinizirano: Harkiv, rusko Харькoв, latinizirano: Har'kov) je mesto na severovzhodu Ukrajine. Bil je prva prestolnica sovjetske republike Ukrajine (do druge svetovne vojne).
S približno 1,5 milijona prebivalcev je po velikosti drugo največje ukrajinsko mesto. Je eno od najpomembnejših kulturnih, znanstvenih, izobraževalnih, prometnih in industrijskih središč. Znan je predvsem po mednarodno znani harkovski univerzi, eni največjih univerz na svetu in drugi najstarejši na ozemlju današnje Ukrajine (za Lvovsko in pred Kijevsko).

## Zgodovina

### Zgodnja zgodovina
Najzgodnejši dokazi poselitve na ozemlju Harkova segajo v 2. stoletje pred našim štetjem, ko so ga poseljevali Skiti in Sarmati. Med 2. in 6. stoletjem arheološki dokazi kažejo na prisotnost Černjakivske kulture (mešanica Sarmatov, Getov in Gotov). Med 8. in 10. stoletjem je 40 km vzhodno od središča današnjega mesta, blizu današnjega mesta Stari Saltiv, stala hazarska utrdba. V 12. stoletju je območje bilo pod nadzorom Kumanov in kasneje od sredine 13. stoletja Mongolov.
Do 17. stoletja je območje Harkova bilo na meji ozemlja zgodnjih skupnosti kozakov, ki so se upirale suženjstvu pod Tatari in tlačanstvu pod Poljsko-litovsko federacijo ter Rusi. V sredini 17. stoletja je po uporu Bogdana Hmelnickega proti Poljsko-litovski federaciji Harkov bil del Kozaškega hetmanata.

### Harkovska utrdba
Leta 1654 je po obdobju nemirov v Desnobrežni Ukrajini na bregovih rek Lopan in Harkiv bilo oživljeno in utrjeno predhodno zapuščeno naselje. Naselbina je bila prisiljena sprejeti avtoriteto in zaščito ruske vojvode iz bližnjega mesta Čugujiv. Naselje je 1656 začelo z gradnjo ostroga (utrdbe). Leta 1658 so pod novim vojvodo, Ivanom Ofrosimovom, morali v imenu zvestobe carju Alekseju poljubiti križ. Harkovska naselbina pod vodstvom atamana Ivana Krivošlika je ta ukaz zavrnila. Kasneje so se po izvolitvi novega atamana Timiša Lavrinova odnosi izboljšali in jim je car v Moskvi podelil trške pravice.
V tem času je Harkov imel nekaj čez tisoč prebivalcev, polovica je bila lokalnih kozakov. Vojvoda iz Moskve je s seboj imel samo 70 vojakov. Obramba je bila odvisna od kozakov, ki jih je vodila vojaška organizacija iz Belgoroda.
Originalni zidovi Harkovske utrdbe so se nahajali v centru današnjega mesta in so imeli 10 stolpov, najvišji je bil visok približno 16 metrov. Leta 1689 so utrdbo razširili, da je zajela katedralo in samostan, ki je postal sedež lokalnega protopopa.

### Ruski imperij
Po upravnih reformah je bil Harkov po 1708 pod nadzorom Kijeva in od 1727 Belgoroda. Leta 1786 je Harkov postal sedež ločene gubernije Slobodska Ukrajina.
Univerza v Harkovu je bila ustanovljena leta 1805. Na njej je pravo poučeval brat poljskega narodnega poeta Adama Mickiewicza, Johann Wolfgang von Goethe je iskal inštruktorje za univerzo. Eden izmed slavnejših alumnov je bil ukrajinski nacionalni pesnik Ivan Franko.
Ceste mesta so bile prvič tlakovane leta 1830. Vodovod je Harkov dobil leta 1870. Leta 1844 je bil poleg katedrale vnebovzetja zgrajen 90 metrov visok Aleksandrov zvonik (v Sovjetski zvezi so ga preuredili v radijski oddajnik). 
Čeprav je večina prebivalstva Harkova tekom 19. stoletja govorila rusko, je postal središče ukrajinske kulture. Prvi ukrajinski časopis v mestu je izšel leta 1812. Po krimski vojni leta 1861 je bila v Harkovu ustanovljena gromada - tajna družba ukrajinske inteligence, ki je postavila temelje ukrajinskega narodnega gibanja. Njeni člani so bili med drugim Oleksander Potebnja, Boris Martos in Dmitro Antonovič in so bili med drugim prvi, ki so uporabili slogan "Slava Ukrajini!" (Слава Україні!) in v odgovor "Slava na vsej zemlji!".
Leta 1900 je študentska gromada ustanovila Revolucionarno ukrajinsko stranko, katere cilj je bila združitev vseh ukrajinskih narodnih elementov, vključno z vse številčnejšimi socialisti. Po ruski revoluciji 1905, med katero se je Harkov kot eno redkih mest izognil seriji pogromov nad Judi v Ruskem imperiju, je Revolucionarna ukrajinska stranka v Harkovu (ter Kijevu, Poltavi, Nižinu, Lubnem, Krasnodaru) zavrnila nekatere bolj ekstremne nazore ukrajinskega nacionalizma. 

### Sovjetska zveza
Po ruski revoluciji 1917 je Centralna rada v Kijevu razglasila neodvisnost Ukrajinske ljudske republike. Boljševiki so se umaknili iz Centralne rade in so ustanovili lastno rado v Harkovu. Do 1918 so njihove sile okupirale večji del Ukrajine. Harkov so naredili za prestolnico Donecko-krivoroške sovjetske republike.
Po podpisu Brestlitovskega miru so boljševiki zapustili Harkov in ozemlje prepustili Ukrajinski državi pod nemškim nadzorom. Do decembra 1919 je bil zopet vzpostavljen nadzor boljševikov in Harkov je postal prestolnica Ukrajinske sovjetske socialistične republike.
Pod sovjetsko vlado je bilo začetih veliko prestižnih gradbenih projektov v novem državno podprtem konstruktivističnem slogu. Hkrati je potekalo rušenje mnogih starih arhitekturnih dosežkov mesta. Porušene se bile skoraj vse baročne cerkve.
Pod prvo Stalinovo petletko je bil Harkov bliskovito industrializiran. Največja projekta sta bila Harkovska tovarna traktorjev (HTZ) in Tovarna Mališeva. Slednja je na višku zaposlovala kar 60.000 delavcev.
V 1920-ih je Ukrajinska SSR podpirala uporabo ukrajinščine in se jo je učilo v vseh šolah. Kljub temu je v praksi delež govorcev ukrajinščine v Harkovu še vedno bil manjši kot delež etničnih Ukrajincev. Po montiranem sodnem procesu proti Uniji za svobodo Ukrajine v 30-ih se je podpora ukrajinščini ustavila, stotine ukrajinskih intelektualcev so bile deportirane iz Harkova.
Leta 1932 in 1933 je kombinacija prisilne kolektivizacije in zasegov žita privedla do lakote - gladomora. V Harkov je v iskanju hrane prebežalo ogromno ljudi. Pričevanja zahodnjakov (med drugim ameriškega komunista Freda Beala, ki je bil zaposlen v Harkovski tovarni traktorjev) o grozotah so citirali mednarodni mediji, vendar je do obdobja glasnosti Sovjetska zveza vse označevala za izmišljotine.
Leta 1934 je bilo v Harkovu z namenom izbrisa ukrajinskega nacionalizma aretiranih in usmrčenih stotine ukrajinskih intelektualcev, pisateljev in kulturnih delavcev. Čistke so se nadaljevale vse do 1938. Usmrčeni so bili tudi slepi ukrajinski ulični glasbeniki kobzarji. Prestolnica Ukrajinske SSR je bila leta 1934 prestavljena iz Harkova v Kijev.
Aprila in maja 1940 je bilo v stavbi NKVD v Harkovu usmrčenih okoli 3900 poljskih vojnih ujetnikov iz taborišča v Starobilsku (del Katinskega pokola). Pokopani so bili v masovnem grobu v gozdu Pjatihatki na obrobju Harkova. Na istem mestu so bila pokopana tudi trupla ukrajinskih kulturnikov, ki so bili umorjeni v predhodnih letih.

#### Nemška okupacija
Med drugo svetovno vojno je bil Harkov v središču več večjih bitk. Nacistična Nemčija je Harkov okupirala 24. oktobra 1941. Spodletela ofenziva rdeče armade maja 1942 ni uspela ponovno prevzeti nadzora nad mestom. 16. februarja 1943 je po operaciji Zvezda do 15. marca 1943 začasno nadzor spet prevzela rdeča armada. Harkov je bil dokončno osvobojen 23. avgusta 1943.
Predvojna populacija Harkova 700.000 ljudi se je do predvečera nemške okupacije podvojila zaradi beguncev pred nemškim napredovanjem. Predvojna judovska populacija je bila približno 130.000. Nacisti so med decembrom 1941 in januarjem 1942 pobili približno 15.000 Judov. Trupla so zakopali v bližini naselja Drobicki jar. V 22 mesecih okupacije je bilo usmrčenih še približno 30.000 prebivalcev, ki so bili osumljeni partizanstva in ukrajinskega nacionalizma. 80.000 ljudi je umrlo od lakote, mrazu in bolezni. 60.000 prebivalcev je bilo prisilno premeščenih v Nemčijo za suženjsko delo kot t. i. "Ostarbeiterji" (Vzhodni delavci). Med njimi je bil Boris Romančenko, ki je preživel delovna taborišča Buchenwald, Peenemünde, Mittelbau-Dora in Bergen-Belsen, nakar je bil pri 96 letih med rusko invazijo na Ukrajino ubit, ko so ruske sile streljale na njegovo stanovanjsko zgradbo 18. marca 2022.
Ob osvoboditvi Harkova avgusta 1943 je prebivalstvo mesta štelo le še 200.000 ljudi. 70 odstotkov mesta je bilo uničenega. Po poročanju New York Timesa "je bilo mesto bolj uničeno kot katerokoli drugo mesto v Sovjetski zvezi, izvzemši Stalingrad".

#### Po drugi svetovni vojni
Med vojno so bile harkovske tovarne tankov umaknjene na Ural. Po vojni so se vrnile in Harkov je postal eno izmed središč sovjetskega vojaško-industrijskega kompleksa. Večina mesta je bila obnovljena v stilu stalinističnega klasicizma. Judovska populacija si je deloma opomogla, do leta 1959 je v mestu živelo 84.000 Judov. Vendar je sovjetski antisionizem vse do zadnjih let vladavine Gorbačova omejeval izražanje judovske vere in kulture. Harkovska centralna sinagoga se je ponovno odprla šele leta 1990.
Univerza v Harkovu je bila na čelu gibanja za demokratizacijo. Oktobra 1991 so po pozivu iz Kijeva k vseukrajinski univerzitetni stavki proti Gorbačovovemu novemu sporazumu o uniji in za večstrankarske volitve, pred univerzo potekali množični protesti, ki so se jih udeležili študentje, profesorji ter mnoge vidne javne in kulturne osebnosti. Protestno gibanje se je poimenovalo Revolucija na granitu.

### Ukrajina
Na referendumu 1. decembra 1991, ki se ga je v Harkovski oblasti udeležilo 76 % volilnih upravičencev, je 86 % volivcev glasovalo za samostojno Ukrajino. Po samostojnosti je kot del velike izselitve Judov iz bivše Sovjetske zveze veliko harkovskih Judov emigriralo v Izrael in druge zahodne države. Judovska populacija, ki je leta 1970 znašala 62.800 Judov, se je do konca 20. stoletja zmanjšala na 50.000.
Kljub razpadu Sovjetske zveze je težka industrija v Harkovu ostala močna in je temeljila na izvozu na bivši trg. Energetsko je bila odvisna od uvoza iz Rusije.

#### Proruski nemiri 2014
Med protestnim gibanjem Evromajdan so v Harkovu vsakodnevno potekali mirni protivladni protesti z nekaj sto udeleženci. Po odstavitvi proruskega predsednika Janukoviča so se v Harkovu zgodili poskusi separatizma. 6. marca 2014 se je na Trgu svobode zbralo 5000 protivladnih protestnikov. Do 2000 se jih je pridružilo povorki, ki je vzklikala "Rusija", "SOS" in "Referendum". 6. aprila 2014 so proruski protestniki zavzeli stavbo harkovske oblastne administracije in razglasili "Harkovsko ljudsko republiko". Dejstvo, da so najprej poskusili zavzeti stavbo mestne opere in baleta, je pokazalo, da protestniki najverjetneje niso bili domačini. Separatiste je odstranila policija. 
Župan Harkova Genadij Kernes iz Janukovičeve stranke je bil aretiran. Označil se je za "ujetnika Janukovičevega sistema" in je prisegel zvestobo začasnemu predsedniku Oleksandru Turčinovu.
13. aprila 2014 je zopet nekaj proruskih protestnikov vdrlo v stavbo harkovske oblastne administracije, vendar so bili hitro odstranjeni. V sledečih nasilnih izgredih so proruski protestniki napadli in hudo pretepli vsaj 50 proukrajinskih protestnikov.
28. aprila 2014 je župana Kernesa ustrelil ostrostrelec. Pojavile so se domneve, da je bil žrtev svojih nekdanjih proruskih zaveznikov.
Tekom 2014 so proruski protesti zamrli in so jih nadomestili proukrajinski. Konec 2014 je več anket pokazalo zelo majhen delež prebivalcev, ki bi si želeli kakršnekoli priključitve Rusiji.
V novembru in decembru 2014 je v Harkovu eksplodiralo 7 bomb. Cilji napadov so bili med drugim pub, ki je pogosto zbiral denar za ukrajinske oborožene sile, bolnišnico za ukrajinske vojake, naborni center in bazo Nacionalne garde.
Po ruski aneksiji Krima ter proruskem separatizmu v Donbasu so se odnosi med Ukrajino in Rusijo poslabšali. Harkov, ki je bil v veliki meri odvisen od izvoza v Rusijo in ruskih energentov, je doživel gospodarske težave. Harkov se je spremenil v mejno utrdbo, gospodarstvo se je preusmerilo na mednarodni trg in obrambno industrijo.

#### Ruska invazija 2022
V prvi fazi ruske invazije na Ukrajino 2022 je bil Harkov prizorišče mnogih spopadov. Po poročanju Unesca je v obstreljevanju in spopadih bilo uničenih ali poškodovanih 27 pomembnih zgodovinskih stavb.
Po poročilih Human Rights Watch je Rusija v več okrožjih Harkova uporabila kasetne bombe na civilnih tarčah.
Marca 2022 med Bitko za Harkov je bil Harkov odlikovan kot herojsko mesto Ukrajine.
V ukrajinski protiofenzivi maja 2022 so bile ruske sile pregnane z območja Harkova in Harkovske oblasti. Kljub temu je Harkov še vedno redno obstreljevan z artilerijo in raketnimi napadi.

## Znane osebnosti
- Boris Petrovič Gerasimovič (1889–1937), ukrajinski astronom in astrofizik. Od 1910 študiral na Univerzi v Harkovu in med letoma 1917 in 1933 je delal na njenem observatoriju.
- Viktor Skumin (1948), ruski psiholog, zdravnik in filozof. Študiral in delal v Harkovu.